# Dayan Khan
Pour l’article homonyme, voir Dayan Otschir Khan.
 (février 2015).
Si vous disposez d'ouvrages ou d'articles de référence ou si vous connaissez des sites web de qualité traitant du thème abordé ici, merci de compléter l'article en donnant les références utiles à sa vérifiabilité et en les liant à la section « Notes et références ».
Batmönkh Dayan Khaan (mongol : ᠪᠠᠲᠣᠮᠥᠨᠺᠡ
ᠳᠠᠶᠠᠨ
ᠬᠠᠭᠠᠨ, VPMC : batomönke dayan qaɣan, cyrillique : Батмөнх Даян хаан, MNS : Batmönkh Dayan khaan, 1464 — 1517), est un khagan (empereur ou Grand Khan) des Mongols qui règne de 1488 à 1517.
Né sous le nom Batu-Möngke (mongol : ᠪᠠᠲᠤᠮᠥᠩᠬᠡ, cyrillique : Батмөнх, MNS : Batmönkh), fils de Bayanmönkh Jonon (mn) (mongol : Баянмөнх жонон) et de Shikher Taikhu Khatan (mongol : Шихэр Тайху хатан), c'est le dernier descendant de Kubilai Khan quand il est recueilli à l'âge de sept ans par la reine Mandukhaï Khatun, veuve de Manduul Khan, décédé en 1467. Elle le met sur le trône, chasse les Oïrats de Mongolie orientale et assure la régence. À l'âge de 18 ans, Batu-Möngke épouse sa mère adoptive, selon les règles du lévirat et prend le titre de Dayan Khan (Dayan provient du chinois Da Yuan (大元汗, dà yuán hàn, « Grand Khan (de la dynastie) Yuan », abréviation de 大元大可汗, dà yuán dà kě hàn, « Khagan des grands Yuan »). Avec l’appui d’un groupe de féodaux, il réussit à étendre son pouvoir sur une grande partie de la Mongolie, excepté le khanat Oïrat[Lequel ?].

## Conflits avec la Chine
Lorsque la Horde d'or perd en puissance, en 1480, en Russie, les mongols attaquent de plus en plus fréquemment les frontières Chinoises sous la dynastie Ming. Dayan Khan, change les choses en voulant établir de bonnes relations avec les Ming. Il envoie des offrandes aux Ming en guise d'accords, mais un des siens se fait tuer par ces derniers. Il envoya alors une expéditions militaire en Chine.
En 1500, Dayan s'associe avec les Monggoljins. Ils partent depuis les huit yourtes blanches (référence au mausolée de Gengis Khan à Ordos, voir Ordos), il lance une attaque massive sur la province chinoise du Ningxia et réussirent à conquérir quelques territoires. Deux officiers de la dynastie Ming, Yu et Wang contre-attaquèrent alors et Dayan Khan dut se réfugier près de la rivière Kerulen. Ils continuèrent à attaquer les Mings jusqu'en 1507.

## Révolte de l'aile droite
Une délégation de trois tumen de l'aile droite (Ordos, Tümed et Yöngshiyebü) l'invite à les gouverner.
Lorsque Iburai Taishi (également connu sous le nom d'Ibrahim, probablement un aventurier Ouïghour ou un seigneur de guerre Kharchin
 (septembre 2023).
Si vous disposez d'ouvrages ou d'articles de référence ou si vous connaissez des sites web de qualité traitant du thème abordé ici, merci de compléter l'article en donnant les références utiles à sa vérifiabilité et en les liant à la section « Notes et références ».
En pratique : Quelles sources sont attendues ? Comment ajouter mes sources ?
), et Mandulai dominent la région, les trois tumen se retournèrent mécontents contre leur pouvoir. Lors d'un raid d'escarmouche contre l'un des groupes rebelles, l'armée impériale tue le plus jeune frère d'Ibrahim.
Dayan Khan rérparties sur les trois tumen de l'aile droite ses fils Ulusbaikh (Ulusbold) et Barsubolad Sainalag. Après qu'Ulusbold est intronisé jinong, il est tué dans une émeute et Barsubolad s'échappe. Pour se venger Dayan khan attaque les trois tumen de l'aile droite avec ses trois tumen de l'aile gauche (Tchakhars, Khalkhas et Uriankhai), les Khorchin et les Abagha. Bien qu'un important groupe du tumen Uriankhai défait Iburai, Dayan Khan est défait au bord du Turgen, sur l'actuel territoire Tumed.
En 1510, il écrase les trois tumen de l'aile droite et tue Mandulai, l'aîné des Ordos. Iburai fuie au Kokenuur (Qinghai) où il reste actif jusqu'à 1533. Dayan Khan disperse alors les Ouriankhais rebelles parmi les 5 autres tumen. Au lieu de forcer à l'esclavage les tumen de l'aile droite, il intronise Barsubolad au titre de jinong en 1513, abolit des anciens titres telles que celui de taishi (太師) et Chinsan (Чинсан/Chinsang 丞相) utilisés sous la Dynastie Yuan. Il exempte ses soldats d'impôts et les faits Darqan. D'après les sources mongoles anciennes, les mongols deviennent de nouveau pacifiques et remercient Dayan Khan et sa khatun Maudukhai pour leur politique.
Ils continuent ensuite à agresser régulièrement la Chine des Ming.
Dayan Khan conclut la paix avec la dynastie Ming et la Chine rouvre les marchés frontaliers avec les nomades. Un édit impérial réglemente les échanges : les portes de la Grande Muraille s’ouvriront trois fois par an pour permettre aux nomades de fournir du bétail, de la laine et du blé contre du coton, de la soie et de la porcelaine.
À sa mort vers 1517, ses fils Bodi-alagh, Daïsoun et Tumen lui succèdent. Tumen s’avère le plus compétent. Il s’efforce d’unir les mongoles et d’organiser un centre d’administration regroupant les nobles. Après quelques succès, son activité, devant l’indifférence des seigneurs, aboutit au séparatisme féodal. L’aile droite de la Mongolie se rallie à Altan Khan, petit-fils de Dayan Khan et le proclame empereur.

## Famille
On lui connait trois épouses avec qui il eut douze enfants :
1. Mandukhai
  - Turbolad
  - Ulusbold
  - Arsubolad
  - Barsubolad
  - Töröltu
  - Ochirbolad
  - Alchubolad
  - Albolad
2. Jimsgene
  - Gersenji
  - Gerbolad
3. Guushi
  - Gert
  - Chintaiji

De nombreux princes du plateau mongol étaient ses descendants, comme Altan Khan et Ligden Khan. Dayan Khan et son successeur Khagans ont dirigé directement le tumen Chahar. Les chroniqueurs chinois de la dynastie Ming le considéraient comme un saint empereur qui avait restauré l'ancienne gloire de l'empire mongol. Il y a beaucoup d'incertitudes sur la vie de Dayan Khan après la mort de Mandukhai. Les dates de décès vont de 1517 à 1543.